# Orlando Alberto Cardona Rojas
Orlando Alberto Cardona Rojas (Madrid, Cundinamarca, 23 de julio de 1973) es un político y abogado colombiano. En su juventud fue deportista de alto rendimiento en la disciplina de levantamiento olímpico de pesas. Estudió en el Colegio Serrezuela de Madrid Cundinamarca. En su carrera profesional se desempeñó como secretario general y de gobierno de Bojacá, secretario general de la alcaldía de Madrid, secretario de Desarrollo Social de Cundinamarca (2013-2015) y alcalde municipal de Madrid Cundinamarca en el periodo constitucional 2016-2019.

## Alcalde de Madrid
El 25 de octubre de 2015 ganó las elecciones municipales de Madrid, Cundinamarca, con 19 714 votos, logrando el 56,16 % de la votación.
Resultado elección de 2015
| Candidato                 | N.º de votos | Alcalde elegido |
| ------------------------- | ------------ | --------------- |
| Saul Martínez Velázquez   | 668          |                 |
| Luis Jorge Gama           | 505          |                 |
| Jorge Andrés Tovar Forero | 12 893       |                 |
| Orlando Cardona Rojas     | 19 714       | X               |
| Votos no marcados         | 489          |                 |
| Votos nulos               | 1028         |                 |
| Votos en blanco           | 1319         |                 |
| TOTAL                     | 36 616       | 36 616          |

El plan de gobierno propuesto en su candidatura para alcalde, se tradujo en el Gobierno Madrid Excelente, del exalcalde Orlando Alberto Cardona y en el Plan Municipal de Desarrollo "Buenos Vecinos, Unidos Podemos", teniendo 4 ejes transversales: Madrid Ciudad de sueños y felicidad, Madrid Ciudad Emergente, Madrid Confiable Crisol de Paz y Madrid Ecológica.

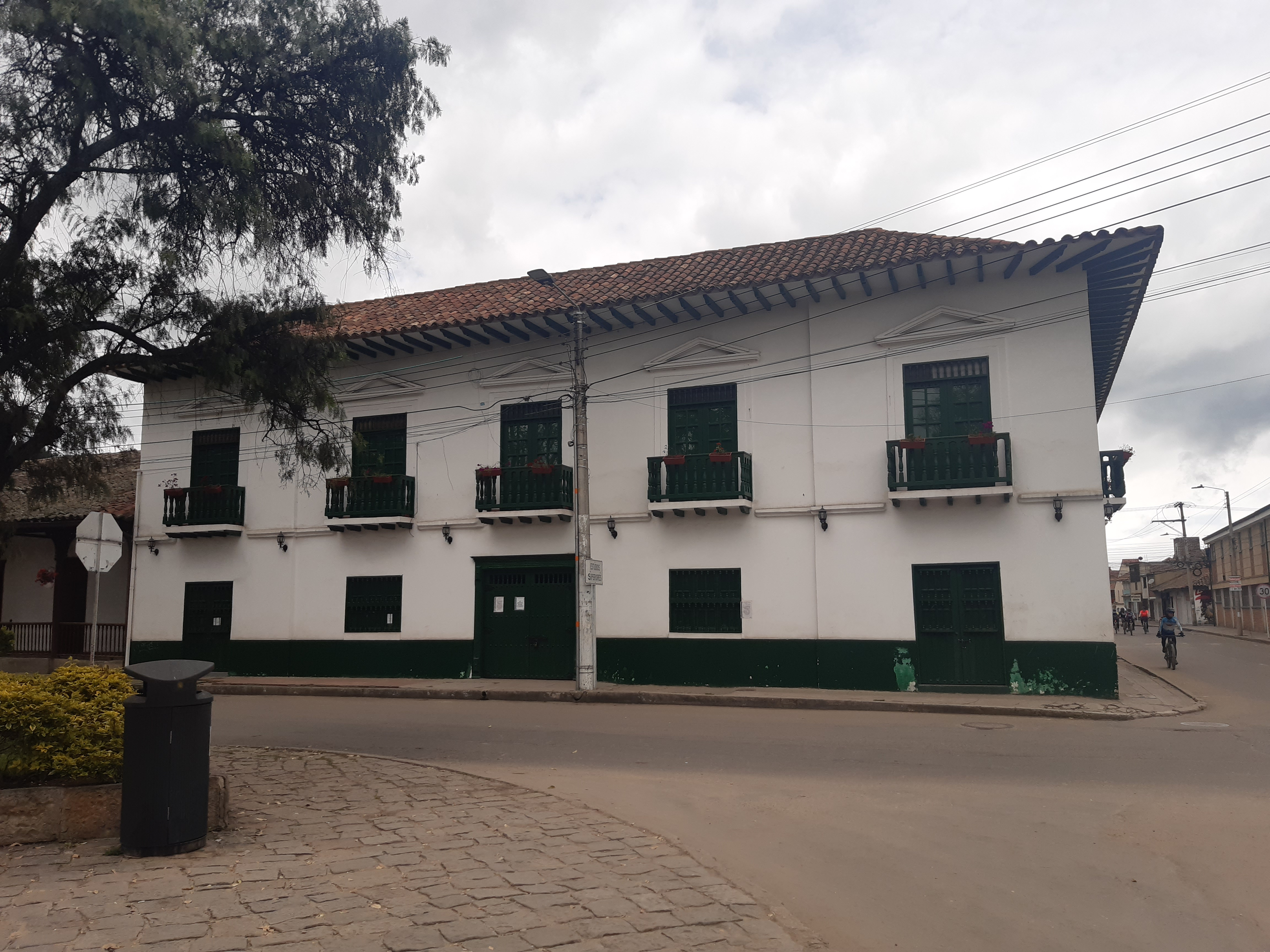
Alcaldía de Madrid Cundinamarca - Sede la Herrera, adquirida en la administración de Orlando Cardona, el día 29 de noviembre de 2019.

El Plan de Desarrollo "Buenos Vecinos, Unidos Podemos" 2016-2019 fue aprobado por el Concejo municipal de Madrid mediante Acuerdo n.º 005 de 2016 "por medio de cual se adopta el Plan de Desarrollo del municipio de Madrid 2016-2019, Buenos Vecinos, Unidos Podemos", el día 10 de junio de 2016.
La Alcaldía de Madrid adquirió La Sede la Herrera, el día 29 de noviembre de 2019, también dentro de su plan de gobierno se crea la estrategia Pasaporte Universitario, hoy llamado Fondo para la Educación Superior (FOES), originalmente solo para estudiantes de programas técnicos, tecnológicos o universitarios que adelantaran sus estudios en la ciudad de Bogotá.
Durante su administración se desarrolló la Liga de la Cultura, se empezó la construcción del Hospital Regional Santa Matilde, durante su periodo como alcalde la fiesta de aniversario del municipio se llamó Totachagua “Vive la Riqueza de Nuestra Tierra”, Totachagua significaba en lengua Muisca: un municipio bañado por un río (TO), alrededor del cual se desarrolla la labranza (TA), donde se despliega la vida de más 100 mil hombres y mujeres (CHA), teniendo como cultivo de referencia ancestral el maíz (GUA) y se inauguró la Biblioteca Pública Municipal Francisco Samper Madrid, se desarrolló la estrategia del Instituto Municipal Para El Deporte y La Recreación De Madrid denominada Recreovía, y el Festival de la Luz en fiestas de fin de año.
| Eje                                     | Programas del eje |
| --------------------------------------- | --- |
| 1. Madrid: Ciudad de sueños y felicidad | 1. Ciudadanos felices con acceso y permanencia en el sistema educativo 2. Ciudadanos felices con calidad en el sistema educativo. 3. Vecinos que se cuidan, ciudad saludable. 4. Sanos entornos con deporte, recreación, actividad y física 5. Cultura para la paz y la creatividad. 6. Madrid comprometida de los derechos de los niños, niñas y adolescentes. 7. Jóvenes participativos forjando paz y desarrollo. 8. Madrid incluye a las personas con discapacidad. 9. Madrid incluye a las personas mayores. 10. Mujeres felices disfrutan sus derechos. |
| 2. Madrid: Ciudad Emergente             | 1. Promoción del desarrollo, empleo y turismo. 2. Madrid ciudad emergente, Madrid agropecuaria. 3. Mejor movilidad, ciudadanos felices. 4. Vivienda con dignidad 5. Otros Servicios Púbicos. 6. Madrid Aliada con la Región. |
| 3. Madrid: Confiable Crisol de Paz      | 1. Modernización del equipamiento municipal. 2. Ciudadanía y vecindad participativa. 3. Excelencia institucional para el buen gobierno. 4. Seguridad, justicia y cultura ciudadana 5. Madrid garante de derechos de las víctimas y de los reintegrados. |
| 4. Madrid: Ecológica                    | 1. Prevención y atención de desastres. 2. Madrid verde y eco-lógica. 3. Madrid atractiva con espacios públicos amables. 4. Agua para la vida. |